# Waldszenen

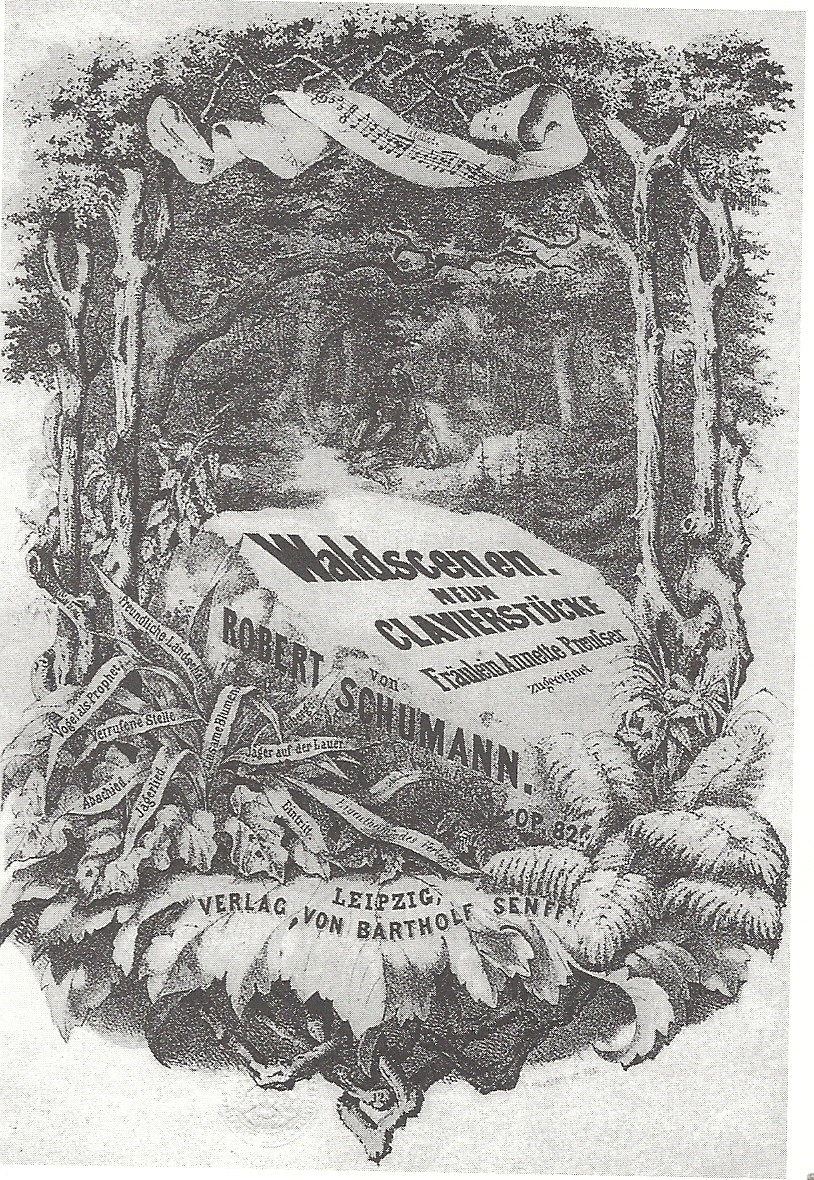
Titelblatt der Erstausgabe

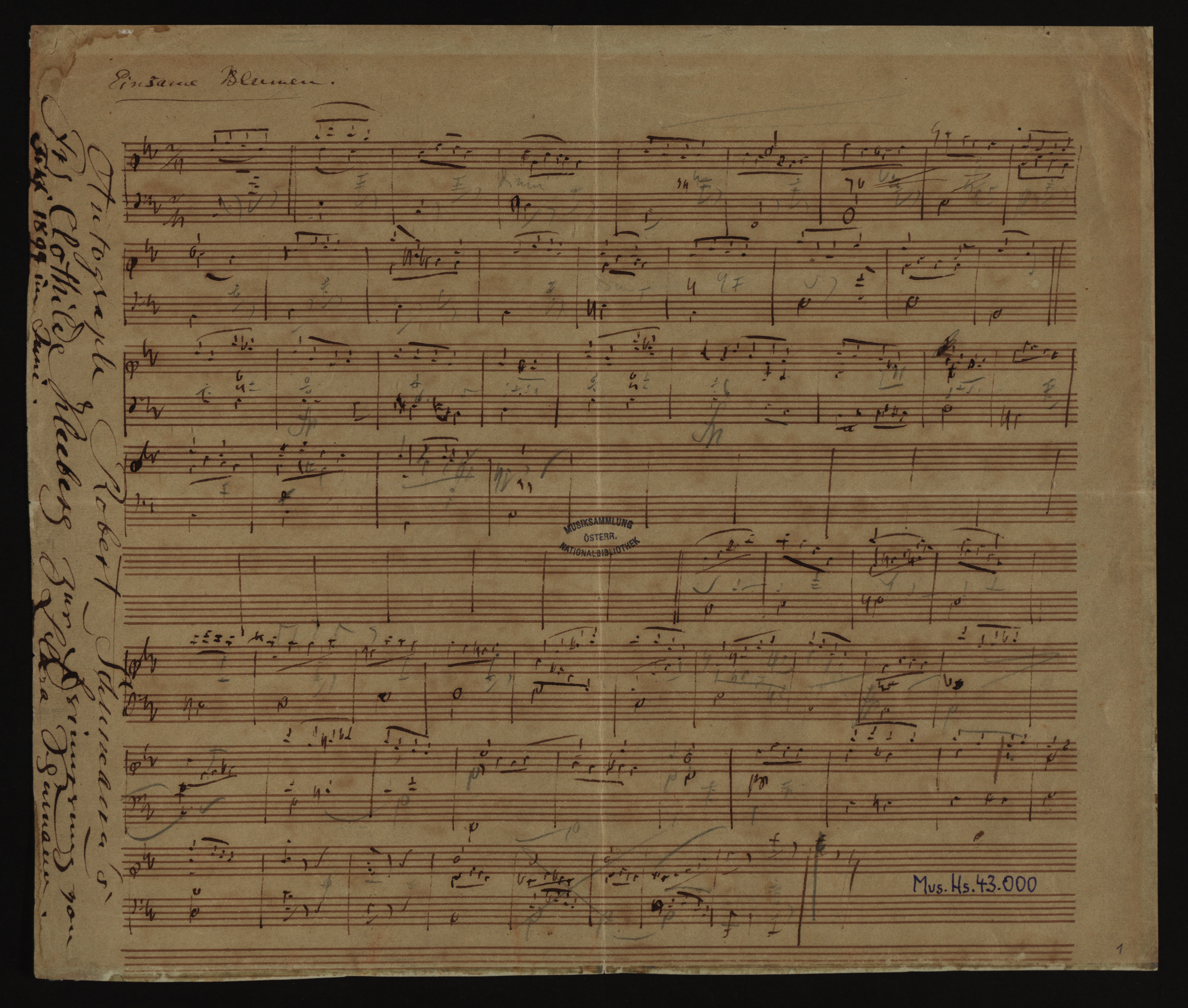
Eine autographe Skizze von Robert Schumanns Einsame Blumen - Waldszenen Op. 82, Nr. 3.

Waldszenen, op. 82, ist ein aus neun Klavierstücken (Charakterstücken) bestehender Zyklus von Robert Schumann, der in den Jahren 1848 und 1849 entstand. Er unterscheidet sich von den Kinderszenen op. 15 durch eine stärkere Symmetrie im formalen Aufbau und einen engeren tonalen Zusammenhang durch Beschränkung auf wenige verwandte Tonarten. Besondere Berühmtheit erlangte das Stück Vogel als Prophet, das „schon seit Anton Rubinstein als Prüfstein pianistischer Anschlagskunst im Konzertsaal heimisch“ ist. Widmung: Componirt und Fräulein Annette Preusser zugeeignet.

## Aufbau
| Titel                     | Tonart | Vortragsbezeichnung | Takt | Metronom |
| ------------------------- | ------ | ------------------- | ---- | -------- |
| 1. Eintritt               | B-Dur  | Nicht zu schnell    | 4/4  | = 132    |
| 2. Jäger auf der Lauer    | d-Moll | Höchst lebhaft      | 4/4  | = 76     |
| 3. Einsame Blumen         | B-Dur  | Einfach             | 2/4  | = 96     |
| 4. Verrufene Stelle       | d-Moll | Ziemlich langsam    | 4/4  | = 60     |
| 5. Freundliche Landschaft | B-Dur  | Schnell             | 2/4  | = 144    |
| 6. Herberge               | Es-Dur | Mässig              | 4/4  | = 132    |
| 7. Vogel als Prophet      | g-Moll | Langsam, sehr zart  | 4/4  | = 63     |
| 8. Jagdlied               | Es-Dur | Rasch, kräftig      | 6/8  | . = 120  |
| 9. Abschied               | B-Dur  | Nicht schnell       | 4/4  | = 80     |

## Symmetrien
Die Abfolge der Stücke lässt das Streben nach einer weitgehend symmetrischen Architektur des Zyklus erkennen. Das erste Stück (Eintritt) korrespondiert mit dem letzten (Abschied), das zweite (Jäger auf der Lauer) mit dem vorletzten (Jagdlied). Auch das dritte Stück (Einsame Blumen) ist thematisch mit dem drittletzten (Vogel als Prophet) verwandt: Blumen und Vogel sind beide Repräsentanten der belebten Natur. Die Verrufene Stelle schließlich entspricht als unheimlicher Ort kontrastierend der heimeligen Herberge. Alle diese Stücke lagern sich um das fünfte Stück (Freundliche Landschaft) als Symmetrieachse.

## Tonarten
Die Haupttonart B-Dur bestimmt Anfang, Mitte und Schluss des Zyklus. Auch die Einsamen Blumen verwenden B-Dur, wogegen der thematisch entsprechende Vogel als Prophet (wohl wegen des geheimnisvolleren Charakters) in der Paralleltonart g-Moll steht. Bemerkenswert ist ferner, dass die beiden unheimlichen Stücke (Jäger auf der Lauer und Verrufene Stelle) in d-Moll, ihre positiven Gegenstücke (Jagdlied und Herberge) dagegen beide in Es-Dur stehen.

## Literarische Bezüge
Dem vierten Stück Verrufenene Stelle sind  folgende Gedichtverse von Friedrich Hebbel als Motto vorangestellt:
Die Blumen, so hoch sie wachsen,

Sind blass hier, wie der Tod;

Nur eine in der Mitte

Steht da, im dunkeln Roth.
Die hat es nicht von der Sonne:

Nie traf sie deren Gluth;

Sie hat es von der Erde,

Und die trank Menschenblut.
Diese Verse sind eines von insgesamt sieben literarischen Mottos, die Schumann auf der letzten Seite seiner Stichvorlage von 1850 zu den einzelnen Stücken notierte. Drei davon stammen aus der Sammlung Waldlieder von Gustav Pfarrius. Da dieser Gedichtband erst 1850 erschien und einige der Klavierstücke bereits Ende 1849 komponiert wurden, kann geschlossen werden, dass Schumann nicht von Anfang an literarische Bezüge mit seinen Stücken verknüpft hat, sondern diese – einer damals gängigen Praxis folgend – nachträglich hinzugefügt hat. Da er jedoch eine eher zurückhaltende bis ablehnende Einstellung zur Programmmusik hatte (vgl. hierzu Kinderszenen: Verhältnis zur Programmmusik), müssen ihm bis zur Drucklegung Bedenken gekommen sein, seine Kompositionen durch eine literarische Überfrachtung zu sehr in die Nähe der Programmmusik zu rücken. Deshalb wurden für die Erstausgabe vom Dezember 1850 fast alle Mottos wieder gestrichen, bis auf das eine oben zitierte.